# Schumandeklarationen

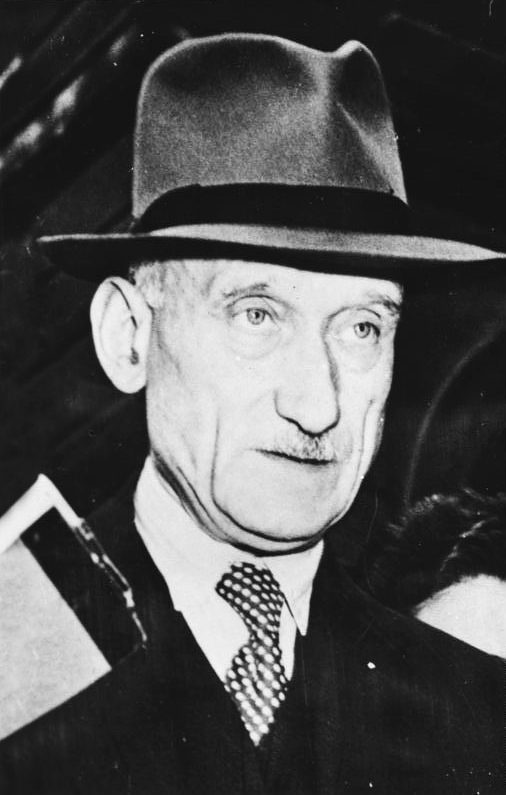
Robert Schuman 1949

Schumandeklarationen, eller Schumanplanen, var en plan som Robert Schuman, dåvarande utrikesminister i Frankrike, presenterade i ett tal den 9 maj 1950. Planen gick huvudsakligen ut på att upprätta en europeisk kol- och stålgemenskap mellan Frankrike och Västtyskland i syfte att skapa ett enat Europa efter andra världskriget.
Deklarationen handlade om hur kol- och stålindustrin i Frankrike kunde samarbeta med den i Västtyskland genom gemensam kontroll och hur detta skulle gradvis kunna öppna upp för ett federalt Europa. Eftersom kol- och stålindustrin var krigsindustrins bas skulle den gemensamma kontrollen av dessa industrier säkra den framtida freden i Europa. Organisationen skulle även vara öppen för andra europeiska länder.
Den 18 april 1951, knappt ett år efter talet, blev Schumans förslag verklighet när företrädare för Belgien, Frankrike, Italien, Luxemburg, Nederländerna och Västtyskland undertecknade Parisfördraget. Efter att fördraget hade ratificerats av alla medlemsstater i enlighet med deras respektive konstitutionella bestämmelser kunde det träda i kraft den 23 juli 1952. Därmed upprättades världens första överstatliga organisation i form av Europeiska kol- och stålgemenskapen (EKSG).
Talet var startskottet för bildandet av Europeiska gemenskaperna, föregångaren till Europeiska unionen, och högtidlighålls årligen under Europadagen den 9 maj.

## Innehåll
Schumandeklarationen innehöll flera olika idéer och förslag som senare kom att prägla det europeiska samarbetet starkt. Texten till deklarationen skrevs ursprungligen av Paul Reuter, en tjänsteman vid det franska utrikesdepartementet. Den justerades därefter av Jean Monnet och andra personer i Schumans kabinett. Monnet strök bland annat ordet överstatlighet och ersatte det med det mer tvetydiga ordet federation. Flera av förslagen som presenterades i Schumandeklarationen, till exempel inrättandet av en överstatlig myndighet för att övervaka kol- och stålproduktionen, hade Schuman redan nämnt i andra sammanhang, bland annat i tidigare tal vid Förenta nationerna och Europarådet.

### Solidarité de fait
En viktig del av Schumandeklarationen var betonandet av behovet av en ”verklig solidaritet” (franska: solidarité de fait) mellan Europas nationer. Enligt Schuman var konkreta insatser nödvändiga för att motverka de krafter som historiskt hade lett till otaliga krig i Europa. För att skapa ett enat Europa var gamla motsatsförhållanden som rått mellan Frankrike och Tyskland tvungna att undanröjas.
| ”                                               | Världsfreden kan inte upprätthållas utan konstruktiva insatser mot hotande faror. | „ |
| – Utdrag ur Schumandeklarationen den 9 maj 1950 |                                                                                   |   |

| ”                                               | Ett enat Europa kan inte bli verklighet på en enda gång och inte heller genom en helhetslösning. Det kommer att bygga på konkreta resultat, varigenom man först skapar en verklig solidaritet. | „ |
| – Utdrag ur Schumandeklarationen den 9 maj 1950 | |   |

### Upprättandet av en europeisk kol- och stålgemenskap
Den viktigaste delen av Schumandeklarationen var förslaget om att Frankrike, tillsammans med Västtyskland, skulle upprätta en europeisk kol- och stålgemenskap. Den fransk-tyska kol- och stålproduktionen skulle underställas en hög myndighet, med befogenhet att fatta bindande beslut för de ingående länderna. Höga myndigheten skulle samtidigt ersätta Internationella myndigheten för Ruhrområdet. Även andra europeiska länder utöver Frankrike och Västtyskland skulle få delta i samarbetet. Kol- och stålgemenskapen skulle, enligt Schuman, utgöra en ”grundval för ekonomisk utveckling som ett första steg mot en europeisk federation”.
| ”                                               | Sammanslagningen av kol- och stålproduktionen kommer omedelbart att möjliggöra upprättandet av en gemensam grundval för ekonomisk utveckling som ett första steg mot en europeisk federation och kommer att förändra framtiden för dessa områden som så länge har ägnat sig åt att producera krigsmateriel som ofta vänts mot dem själva. | „ |
| – Utdrag ur Schumandeklarationen den 9 maj 1950 | |   |

### Gemensam marknad utan kartellbildning
En annan viktig del av Schumandeklarationen var ambitionen att skapa en gemensam europeisk marknad och bekämpa internationell kartellbildning. För andra varor än kol och stål blev detta dock först verklighet genom upprättandet av Europeiska ekonomiska gemenskapen.
| ”                                               | Till skillnad från internationella karteller, vilkas syfte är att dela upp och exploatera de nationella marknaderna genom restriktiv praxis och upprätthållandet av höga vinstnivåer, kommer den föreslagna organisationen att möjliggöra sammanslagning av marknader och ökad produktion. | „ |
| – Utdrag ur Schumandeklarationen den 9 maj 1950 | |   |

### Utvecklingen av Afrika
Med ökad levnadsstandard och större ekonomiska resurser skulle Europa, enligt Schuman, även kunna fullfölja en av sina största uppgifter: att utveckla Afrika. På så sätt skulle det europeiska samarbetet även bidra till att skapa fred och välstånd utanför Europa.
| ”                                               | Europa skulle med sina utökade resurser kunna förverkliga en av sina viktigaste uppgifter: utvecklingen av den afrikanska kontinenten. På så sätt kommer den sammanslagning av intressen som krävs för att skapa en ekonomisk gemenskap att förverkligas enkelt och snabbt och skapa grogrunden för en större och fastare gemenskap mellan länder som länge har ställts mot varandra i blodiga konflikter. | „ |
| – Utdrag ur Schumandeklarationen den 9 maj 1950 | |   |

## Betydelse
Schumandeklarationen var startskottet för den europeiska integrationsprocess som syftade till att bringa ett slut på krigen i Europa och som senare ledde fram till bildandet av Europeiska unionen. Både Robert Schuman och Jean Monnet fick inflytelserika roller i det nya europeiska samarbetet; Monnet blev den första ordföranden för Höga myndigheten 1952–1955 och Schuman blev talman för den parlamentariska församlingen (Europaparlamentets föregångare) 1958–1960. De räknas båda till unionens pionjärer.
Europeiska rådet beslutade vid sitt sammanträde i Milano, Italien, den 28–29 juni 1985 att instifta Europadagen den 9 maj till minne av Schumandeklarationen.